# Kamikaze (MØ)
Kamikaze è un singolo della cantante danese MØ, pubblicato il 15 ottobre 2015 dalla Sony Music Entertainment.

## Video musicale
Il videoclip per Kamikaze è stato girato a Kiev, Ucraina. È stato anche girato e diretto da Truman & Cooper e prodotto da Amalia Rawlings e Corin Taylor. È stato pubblicato sul canale Vevo di MØ il 27 ottobre. Vevo UK ha dichiarato che il video era anche identico a quello del singolo Bad Girls della cantante britannica M.I.A.. La rivista Billboard ha paragonato il video di "drag-racing moto e girando intorno a quello che sembra essere un carro fatto di un vecchio divano e un trattore" a scene dal film Mad Max: Fury Road. Il video musicale è stato incluso nella lista di 'Pigeons & Planes' per "I migliori video musicali del mese". Il video musicale ha anche guadagnato 1 milione di visualizzazioni nei suoi primi tre giorni.

## Tracce
1. Kamikaze – 3:30 (Karen Marie Ørsted, Mads Damsgaard Kristiansen, Thomas Wesley Pentz, Philip Meckseper, Boaz de Jong)

## Classifiche
| Classifica (2015-16) | Posizione massima |
| -------------------- | ----------------- |
| Australia            | 91                |
| Belgio (Fiandre)     | 19                |
| Belgio (Vallonia)    | 30                |
| Danimarca            | 16                |
| Regno Unito          | 183               |

## Date di pubblicazione
| Paese       | Data di pubblicazione | Formato                | Etichetta | Nota   |
| ----------- | --------------------- | ---------------------- | --------- | ------ |
| Mondo       | 15 ottobre 2015       | Download digitale      | RCA, Sony | [ 4 ]  |
| Stati Uniti | 1 dicembre 2015       | Contemporary hit radio | RCA       | [ 11 ] |